# Siu Sai Wan Sports Ground

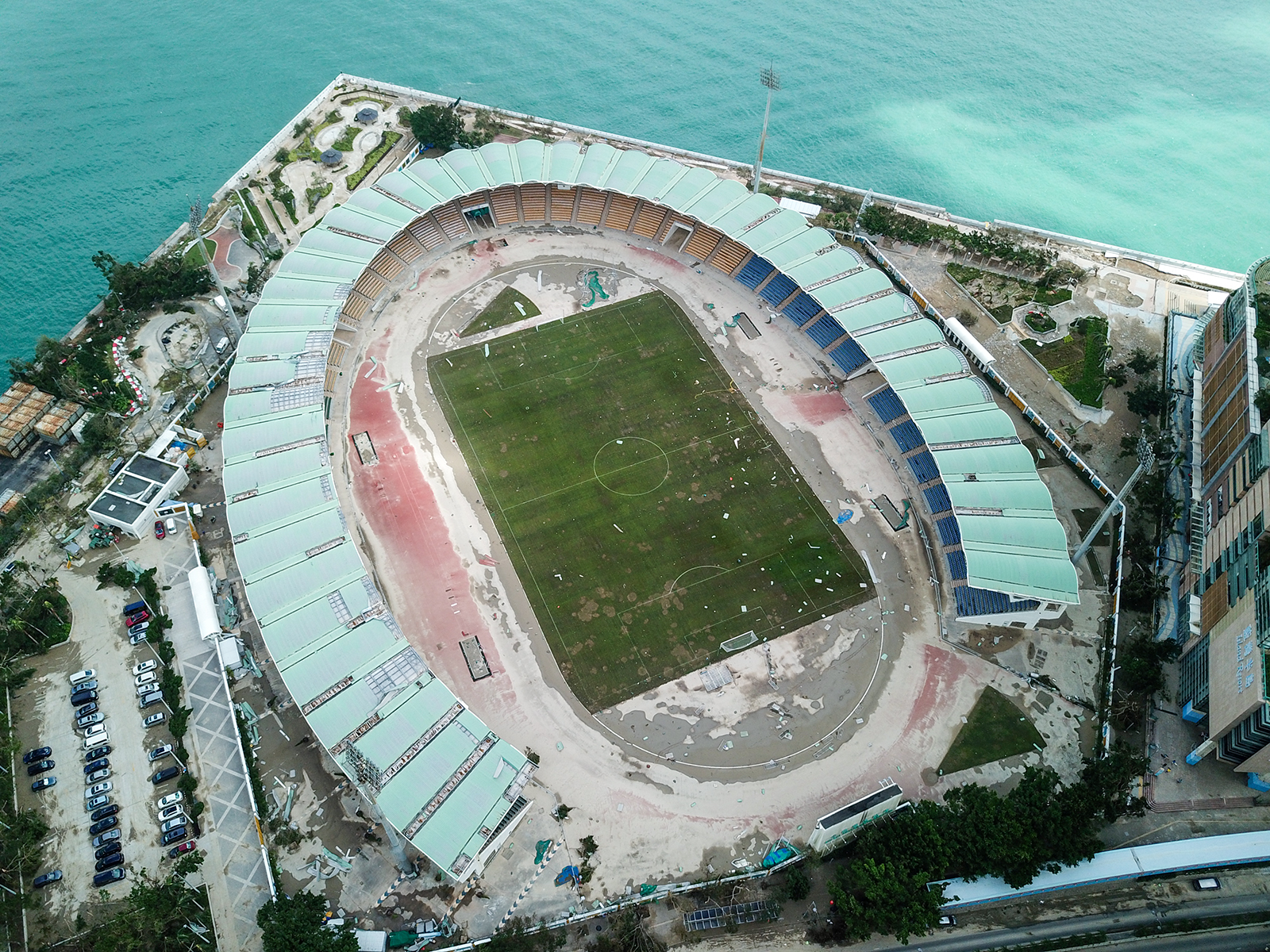
Luftaufnahme – Taifunschäden durch „Mangkhut“, 2018

Der Siu Sai Wan Sports Ground (chinesisch 小西灣運動場 / 小西湾运动场, Pinyin Xiǎoxīwān Yùndòngchǎng, Jyutping Siu4sai1waan2 Wan6dong6coeng4, Yale Síusāiwāan Wahnduhngchèuhng) ist ein öffentliches Stadion in Hongkong, im Stadtteil Chai Wan, Distrikt Ost auf Hong Kong Island. Das Stadion ist ein eingeschossiger multifunktionaler Sportsbau mit Fußballfeld und Anlagen nach internationalen Standard des AFC und IAAF für Fußball- bzw. Leichtathletikwettkämpfe. Neben Veranstaltungen des Schulsports wird es oft für Fußball- und Rugbyspiele sowie Bogenschießen des HKAA (Hong Kong Archery Association, 香港射箭總會), benutzt. Seine Grundfläche beträgt etwa 43.000 m² und kostete über 230 Millionen HK$. Es wurde im Dezember 1996 eröffnet und hat 11.981 Sitzplätze. Aufgrund seiner städtisch abgelegene Lage innerhalb Hongkongs ist die Sportanlage trotz ihrer Größe, beispielsweise im Vergleich zum MKS, nur gering ausgelastet. Es ist nach dem Hong Kong Stadium (HKS) die zweitgrößte Sportstätte (Stand 2019) Hongkongs und war einer der Austragungsorte für die Ostasienspiele 2009. Das Stadion ist die Heimstätte der Hongkonger Fußballnationalmannschaft der Frauen und war Heimstadion des R&F (Hongkong) in der Hong Kong Premier League. (Stand 2019/20)

## Geschichte
Der Siu Sai Wan Sports Ground ist auf Landflächen, die durch Landgewinnungsmaßnahmen der Hongkonger Regierung Anfang der 1990er Jahre an der Küste von Chai Wan nahe Siu Sai Wan-Bucht erschaffen wurden, gebaut. 2017 wurde das gesamte Stadion durch den Taifun „Hato“ (天鴿 – „Internationale Kennung: 1713“) – tropischer Wirbelsturm „Isang“ (PAGASA) – komplett überschwemmt. 2018, im folgenden Jahr, wurde die Sportanlage durch den Supertaifun „Mangkhut“ (山竹 – „Internationale Kennung: 1822“) – tropischer Wirbelsturm „Ompong“ (PAGASA) – schwer beschädigt. Nach Reparatur- und Instandsetzungsarbeiten ist das Stadion seit Mitte April 2019 wieder betriebsbereit.

## Veranstaltung
In der Siu Sai Wan Sports Ground findet neben lokale Wettkämpfe des Schul- und Vereinssport auch internationale sportliche Großveranstaltung im Fußball und Leichtathletik, wie z. B. die Qualifikationsspiele des FIFA World Cup oder Fußballländerspiele (z. B. das Hong Kong Macau Interport, 港澳埠際足球賽) statt. So wird in der Sportstätte Ligaspiele der Hong Kong Premier League, Training und Wettkämpfe des Hongkonger Verband für Bogenschießen (HKAA) und Spiele des Rugbysports ausgetragen. Außerdem wird das Stadion auch für Großveranstaltung im sozialen Bereich gebucht, so beispielsweise regelmäßig von der lokalen Wohlfahrtsorganisation der Tung Wah Group of Hospitals, kurz „TWGHs“ (東華三院) oder von der katholische Jugendorganisation Boys’ Brigade Hong Kong, kurz „BBHK“ (香港基督少年軍).

## Verkehr

### ÖPNV
Das Stadion liegt in direkter Nachbarschaft der Hochhaussiedlung Island Resort (藍灣半島) und Harmony Garden (富欣花園) und ist relativ einfach über verschiedene ÖPNV erreichbar. Es kann sowohl über U-Bahn als auch per Bus bzw. grünen Public Light Bus, ugs. auch „grüner Minibus“ (綠色專線小巴, deutsch „Sammeltaxis mit dem grünen Dach“) genannt, erreicht werden. Der nahegelegene „Zugang A“ der MTR-Haltestelle Chai Wan Station (柴灣站) der Island Line ist etwa 20 Fußminuten vom Stadion entfernt.

### Individual Verkehr
Das Stadion verfügt über einen kostenpflichtigen Parkplatz mit insgesamt 70 Parkplätzen. Es beinhaltet 51 Pkw-Parkplätze, davon zwei Pkw-Parkplätze für Fahrer mit Behindertenparkausweis, fünf Parkplätze für Reisebusse und zehn Motrradparkplätze.

## Galerie

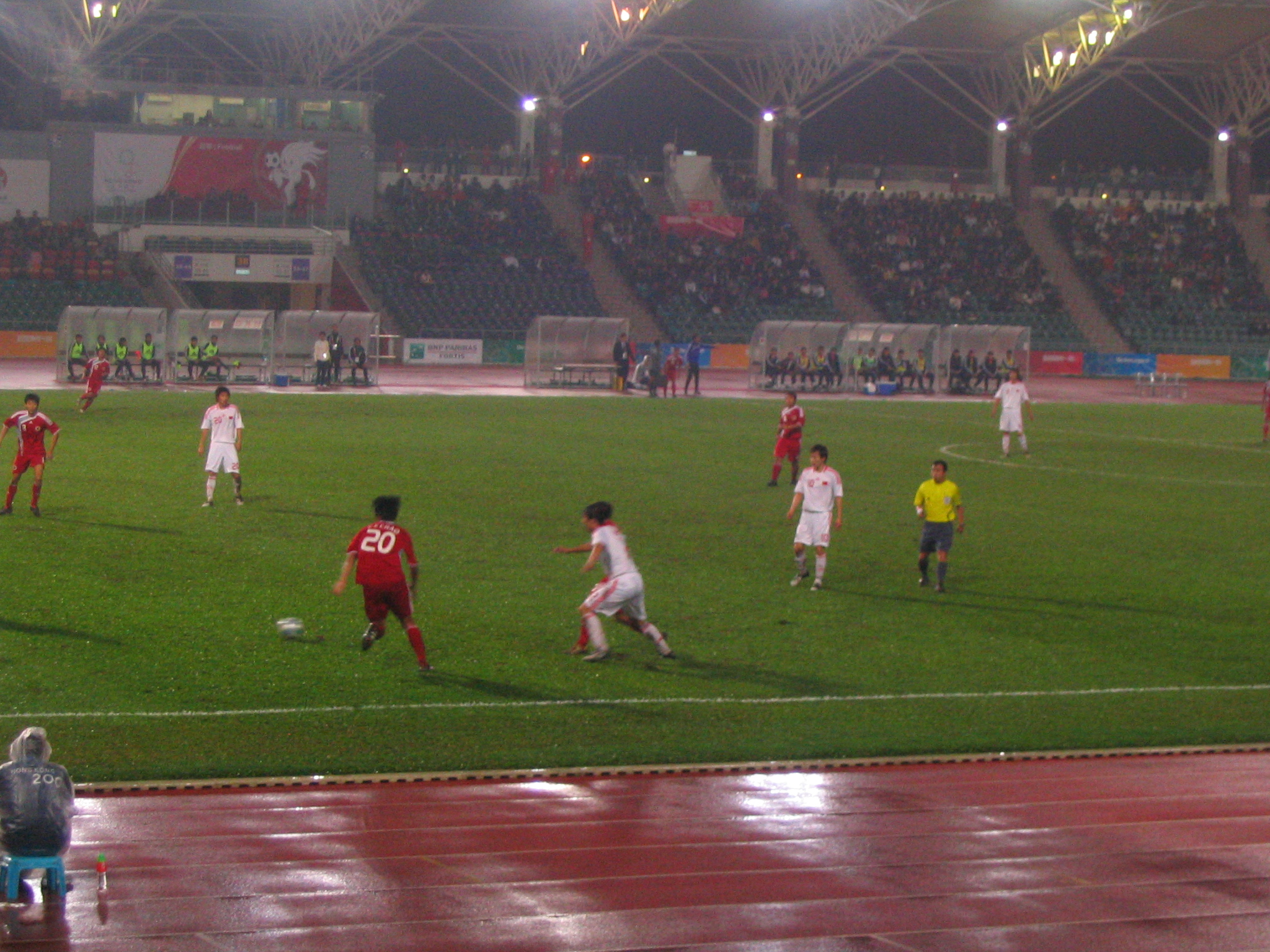
China vs. Hongkong – Länderspiel EAG, 2009
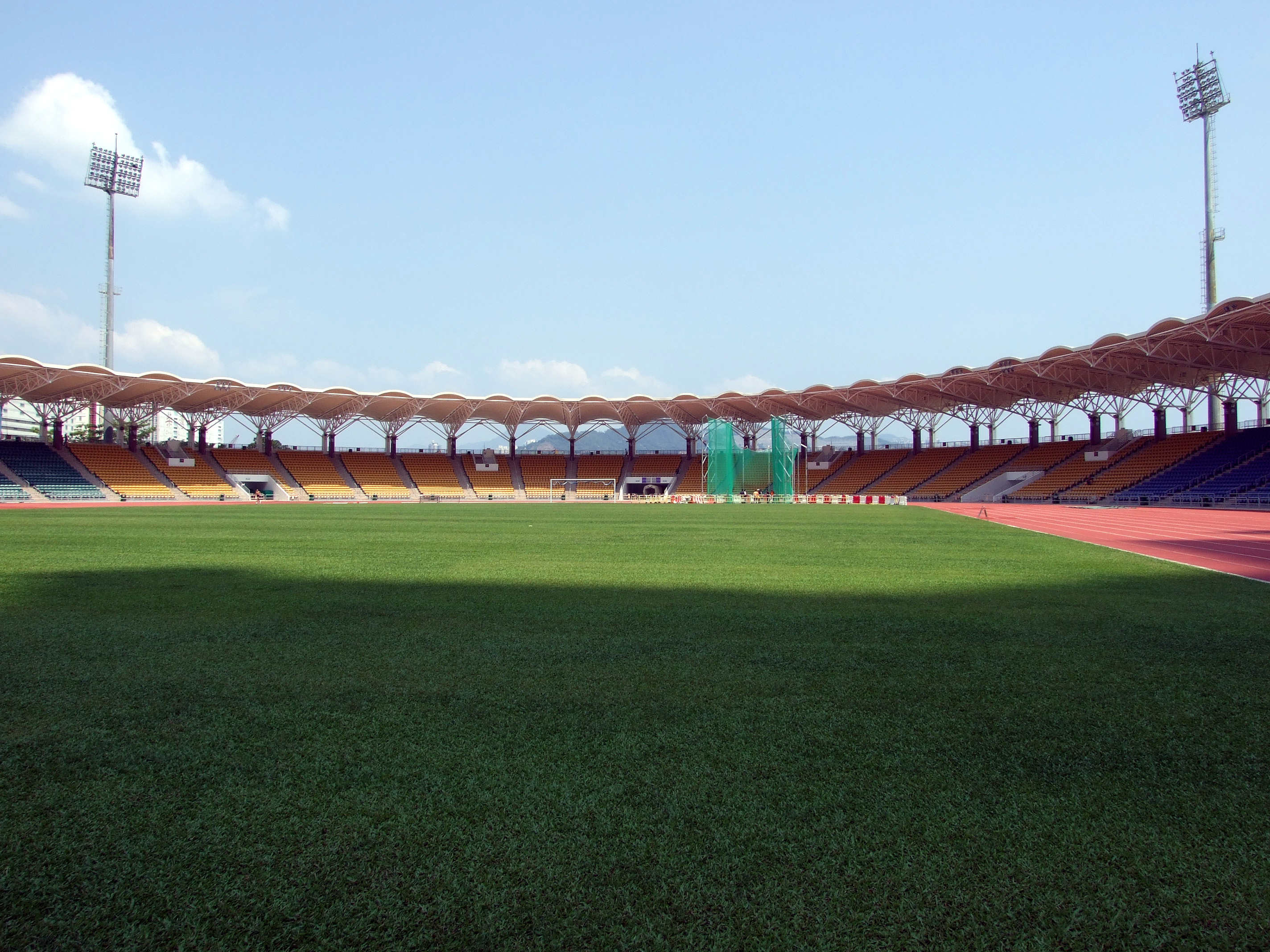
Siu Sai Wan Sports Ground – Panorama, 2009
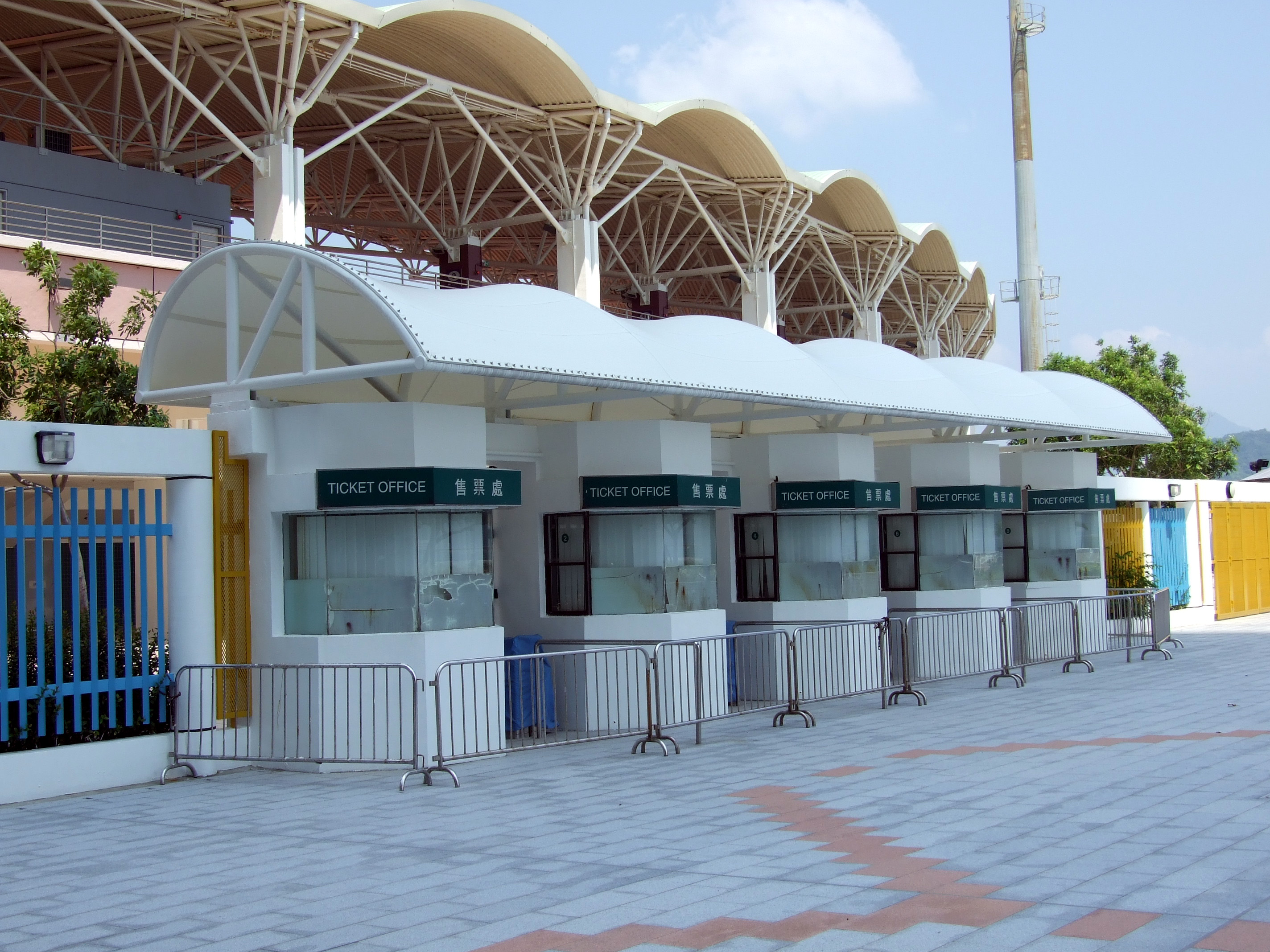
Siu Sai Wan Sports Ground – Kartenverkauf, 2009
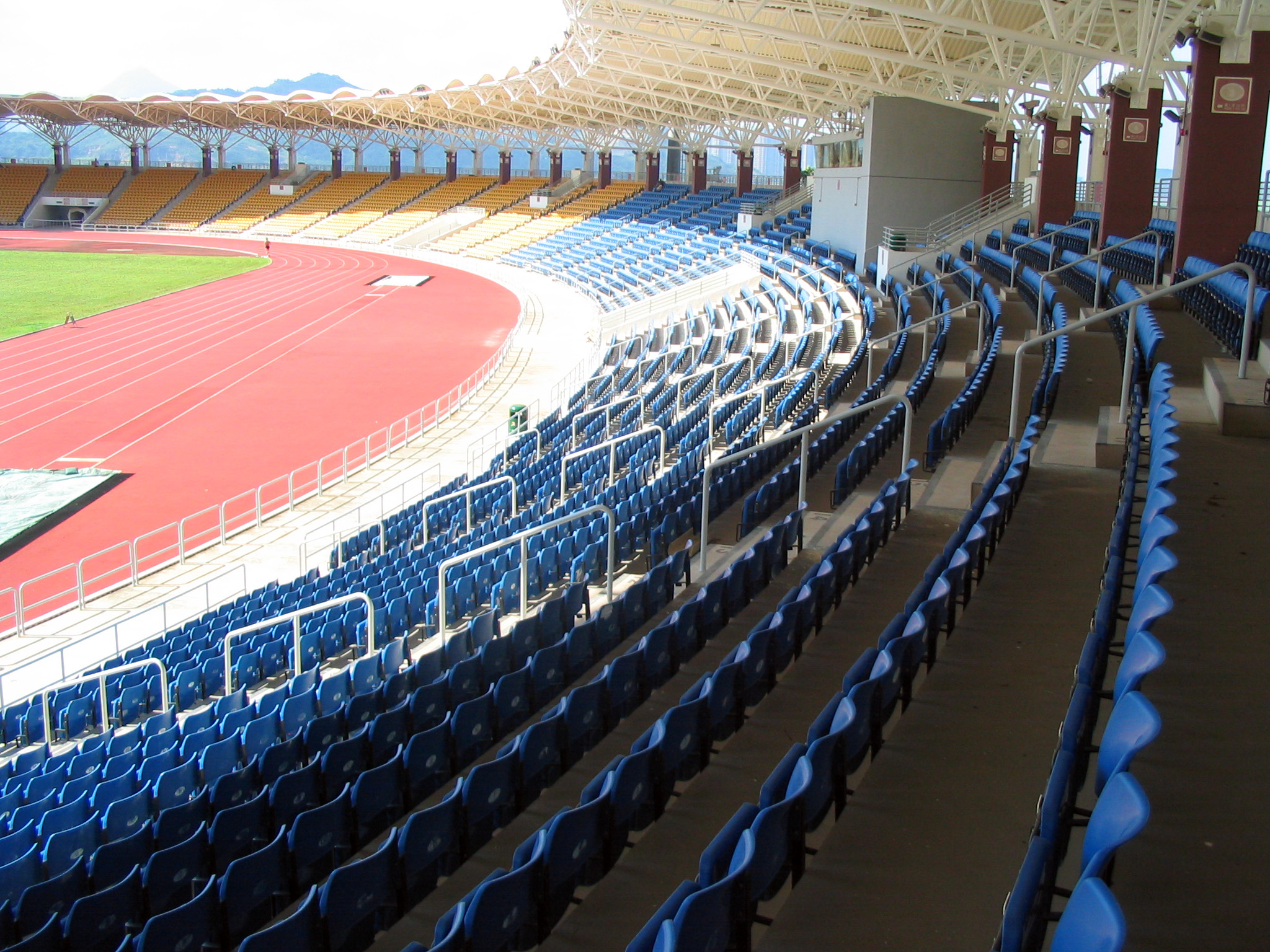
Osttribüne – Siu Sai Wan Sports Ground, 2008
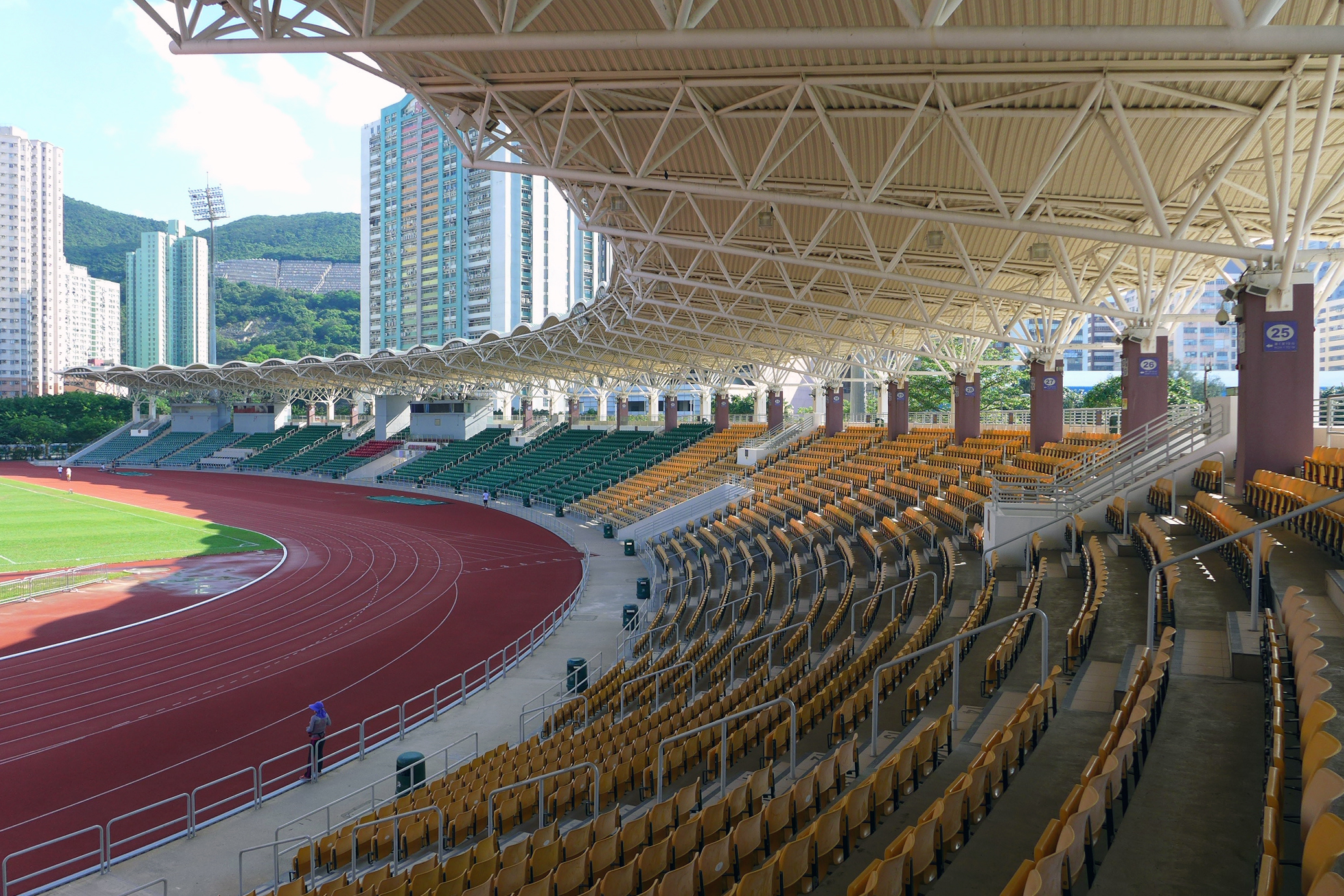
Westtribüne – Siu Sai Wan Sports Ground, 2015
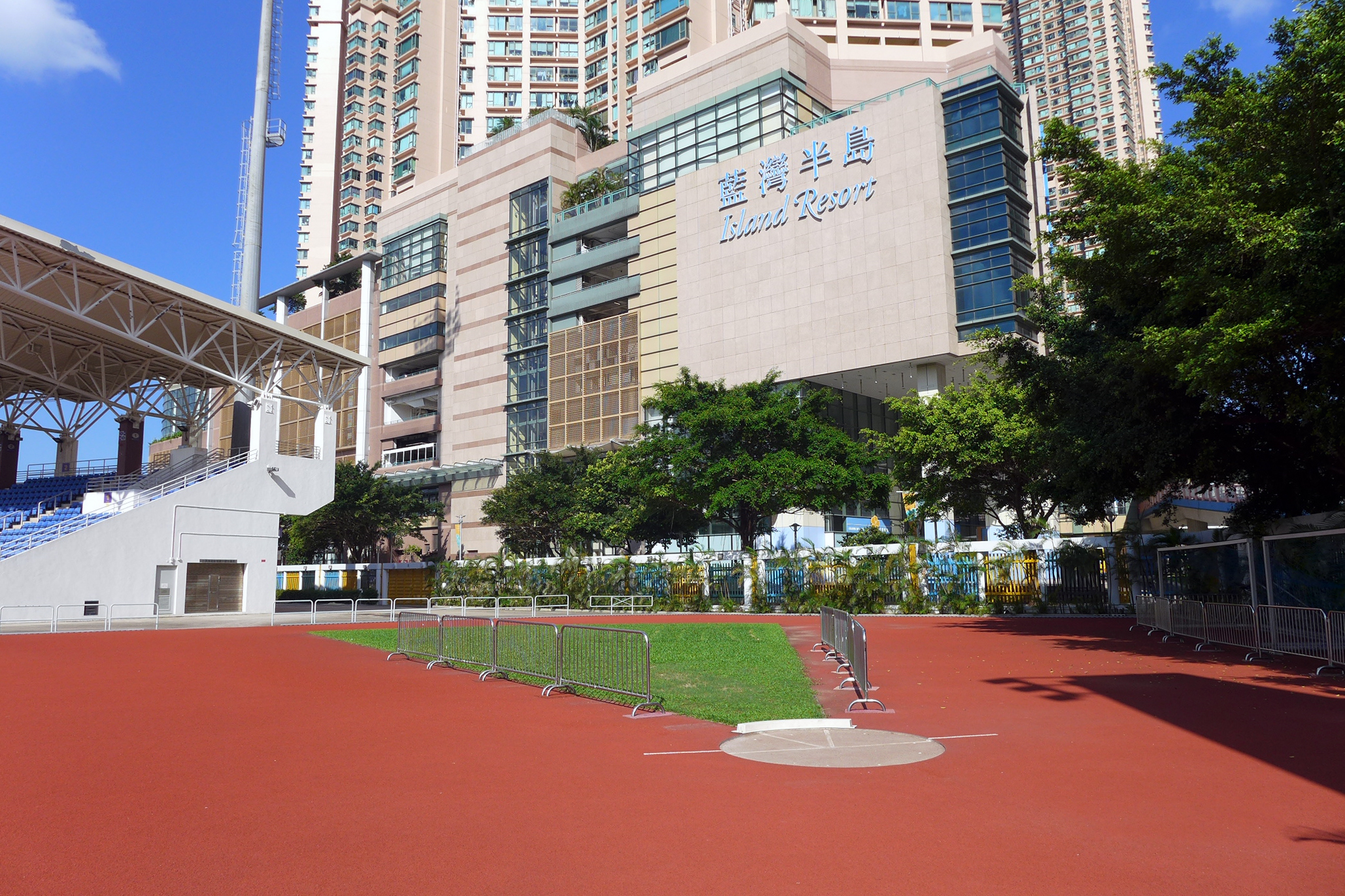
Osttribüne – Privates Wohnkomplex Island Resort, 2011
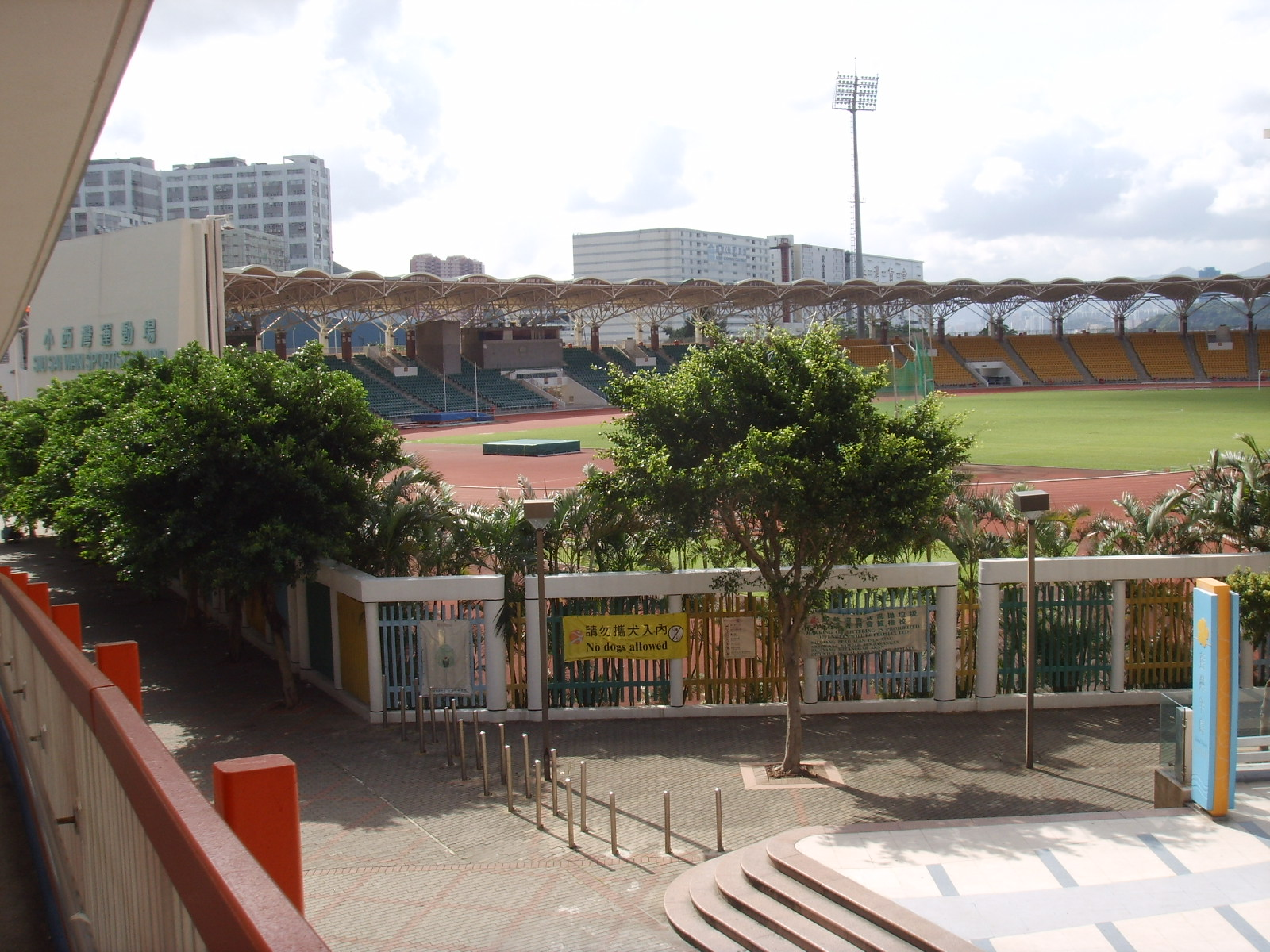
Westansicht – Fußgängerbrücke, 2006
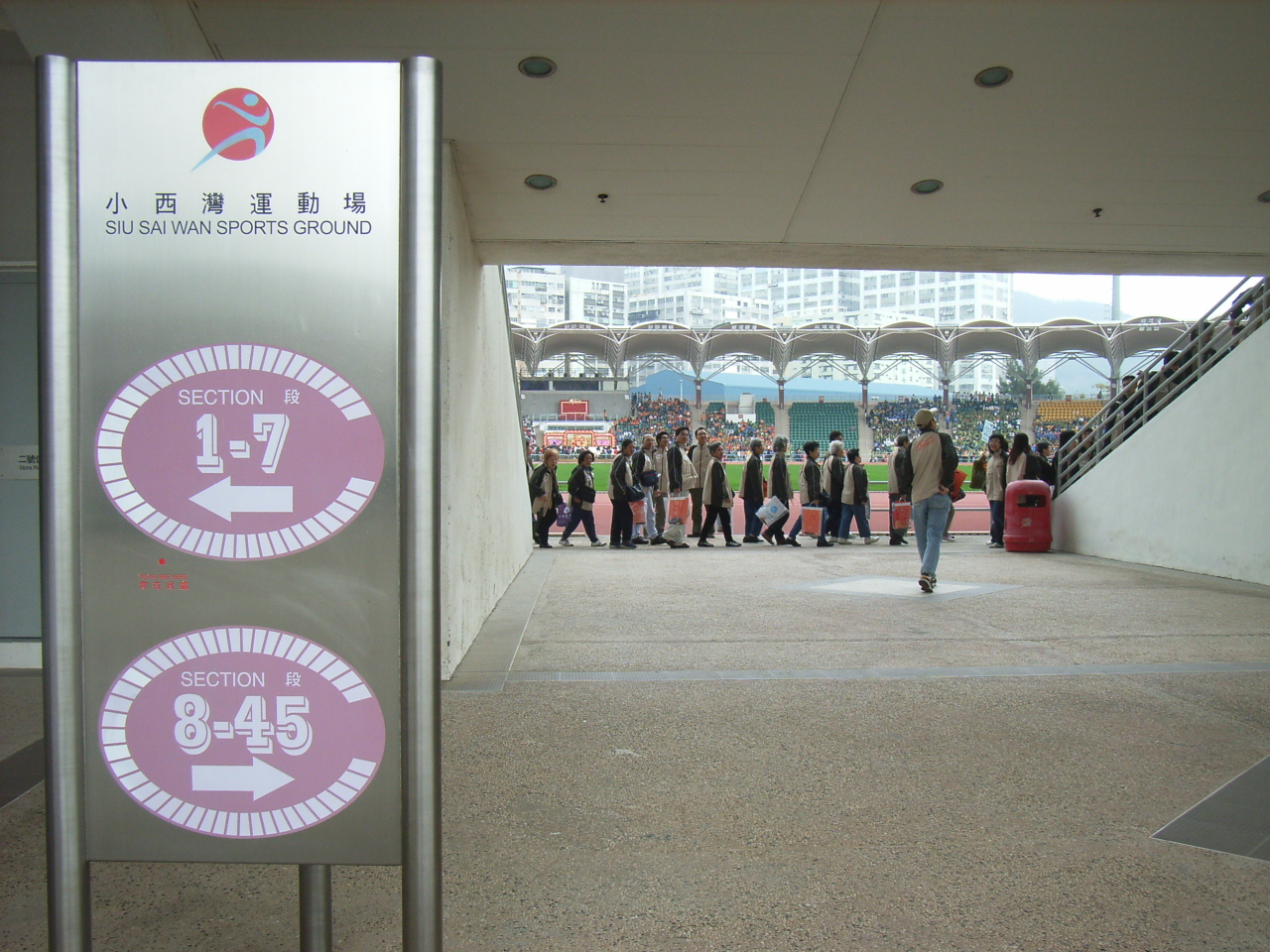
Zugang – Tribüne, 2007
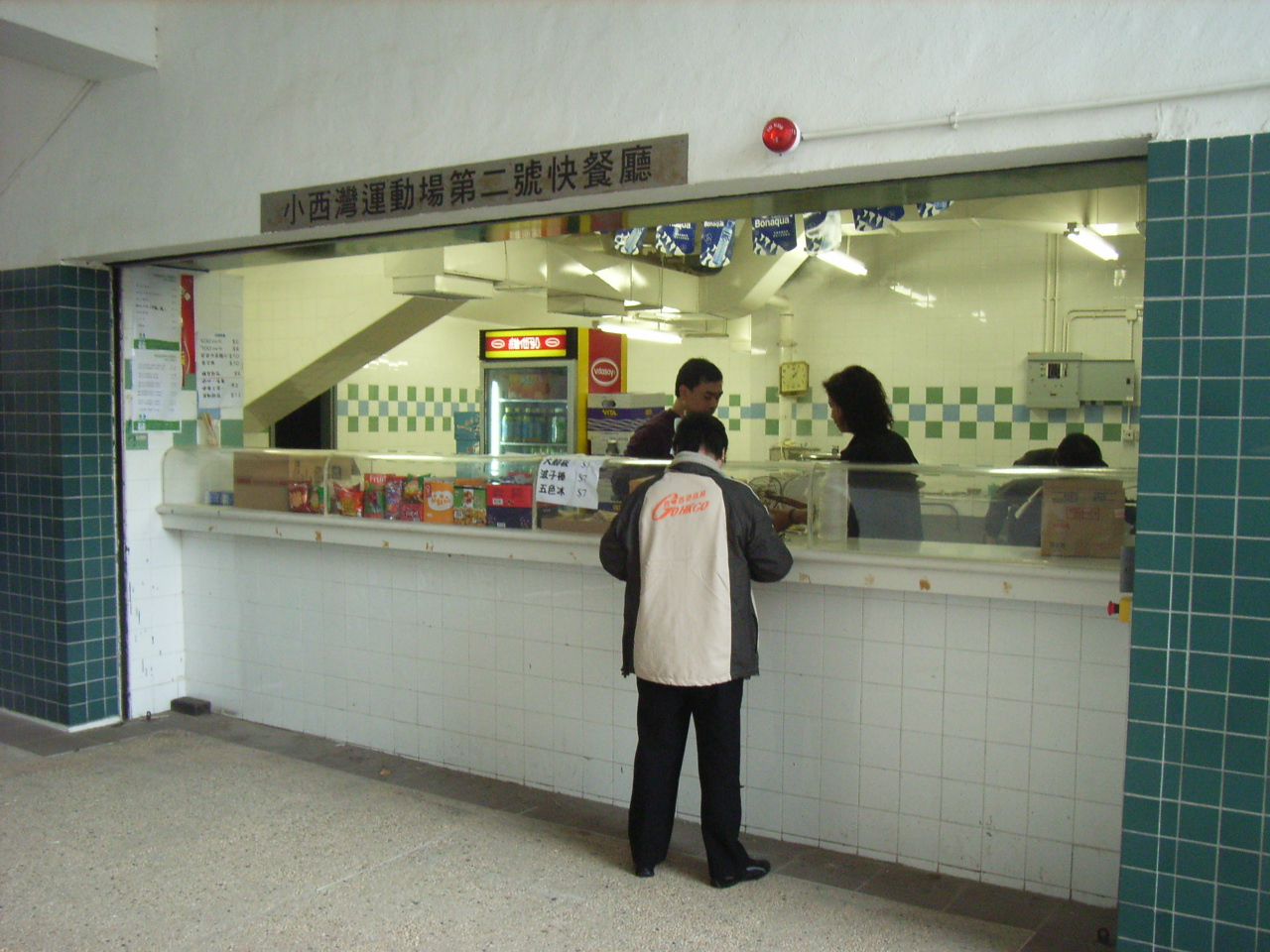
Siu Sai Wan Sports Ground – Kioskverkauf, 2007
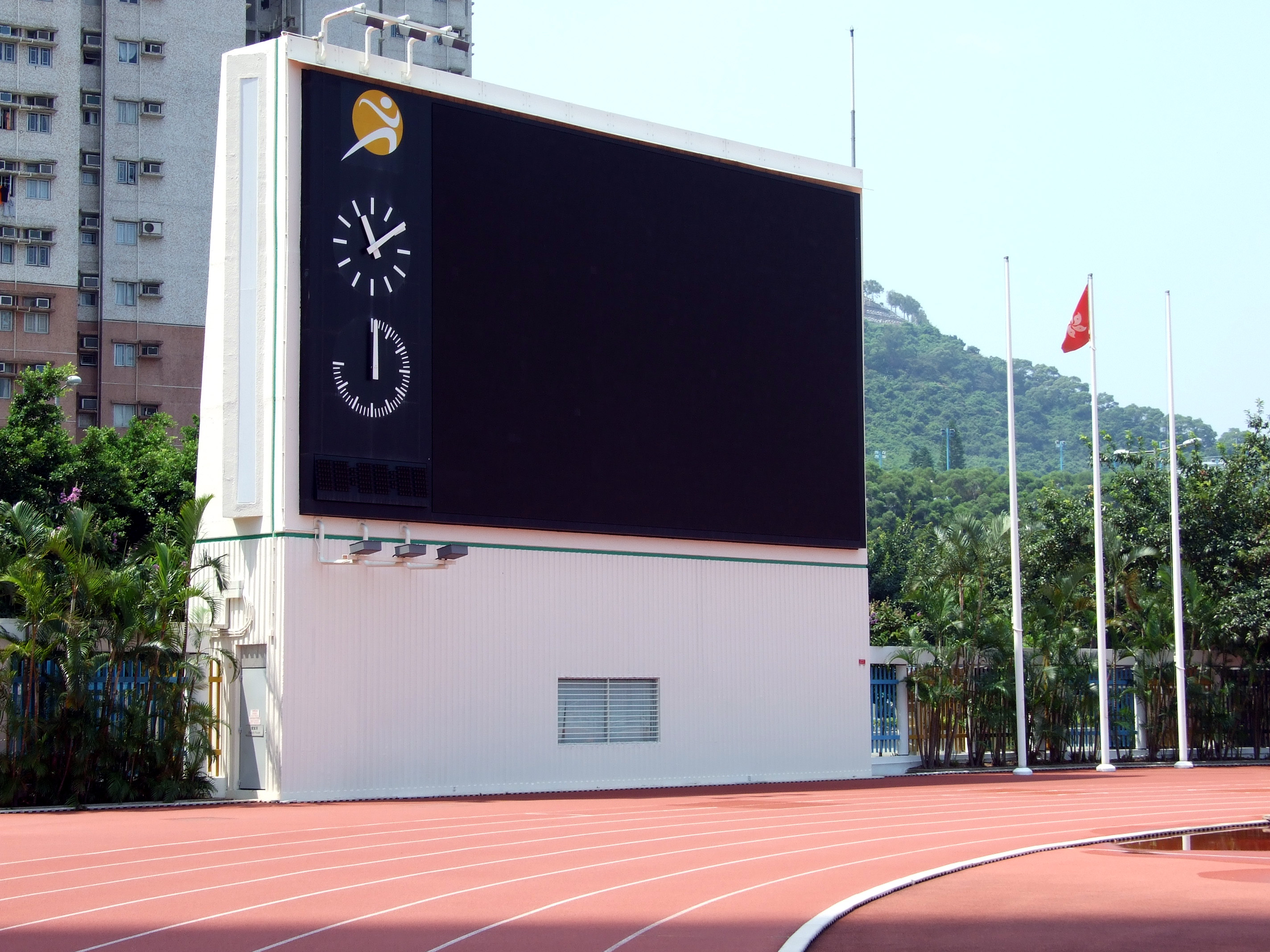
Anzeigetafel – Sportanlage Südansicht, 2009